# Пропофол
Пропофолът е лекарствен продукт, използван с анестезиологични и седативни цели.

## Описание
Пропофолът действа, като засилва инхибиторните ефекти на гама-аминомаслената киселина чрез GABA-A рецепторите. Преодолява кръвно-мозъчната и плацентарната бариера. Упойващото действие започва да се проявява от 30 до 60 секунди след приема.
При възстановяването от анестезия се наблюдават по-рядко в сравнение с други лекарства странични ефекти като главоболие, гадене и повръщане.
Не трябва да се използва в акушерството.